# NWA Midwest
National Wrestling Alliance of Midwest, kurz NWA Midwest, ist der Name einer US-amerikanischen Wrestling-Promotion, die in Bloomingdale, Illinois beheimatet ist. Promotoren sind Joseph Cabibbo und Ricco Mann.
Die Promotion veranstaltet auch unter dem Banner von NWA Heartland States und NWA Midwest Heartland States.

## Geschichte
Die ursprüngliche Promotion dieses Namens wurde von Chuck Wilcox im US-Bundesstaat Missouri gegründet.
Die heutige Promotion wurde 1998 unter dem Namen Midwest Wrestling von Ed Chuman gegründet und trat 2001 als NWA Midwest Wrestling der NWA bei. Nach Einstellung der originalen NWA Midwest wurde Midwest Wrestling reorganisiert und etablierte sich als Neuauflage der eingestellten Promotion mit dem Stammterritorium Illinois.
Die NWA Midwest Chumans arbeitete zwischen Januar und Juni 2005 auch mit der IWA Mid-South zusammen. Diese Zusammenarbeit wurde aufgrund persönlicher Differenzen zwischen Ed Chuman und Ian Rotten beendet.
Die Promotion veranstaltet auch unter ihrem alten Namen Turniere.